# Horst Wessellied
Het Horst Wessellied was de officiële partijhymne van de NSDAP. Het eerste couplet van het Horst Wessellied vormde van 1933 tot 1945 samen met het eerste couplet van het Deutschlandlied, het Duitse volkslied. Het Horst Wessellied werd na het Deutschlandlied gespeeld. Het lied is geschreven door Horst Wessel (1907-1930) op een veel oudere melodie. Horst Wessel was een officier in de Sturmabteilung (SA), de paramilitaire organisatie van de NSDAP. Hij werd door een communistisch doodseskader doodgeschoten voor zijn huis. In een andere verklaring werd hij omgebracht toen zijn huurbazin verhaal liet halen voor een grote huurachterstand. Nazileider en propagandist Jozef Goebbels zag in hem een bruikbaar symbool als martelaar (hij zou "gevallen" zijn in de strijd tegen het communisme) en maakte daar werk van. Het lied werd ook de officiële partijhymne van de NSDAP. Sedert 1945 is het in Duitsland en sedert 1947 in Oostenrijk verboden het lied, in welke vorm dan ook, ten gehore te brengen.

## Melodie
Omdat de melodie in vele liedjes gebruikt werd is de oorsprong verre van duidelijk. Het is in ieder geval niet afkomstig uit de opera Joseph van Étienne Nicolas Méhul uit 1807. Waarschijnlijk heeft Wessel de melodie overgenomen van een lied uit de Eerste Wereldoorlog, Vorbei, vorbei, sind all die schönen Stunden.

## Tekst
| Duitse tekst | Nederlandse vertaling |
| --- | --- |
| Die Fahne hoch! Die Reihen fest geschlossen! SA marschiert mit ruhig (mutig) festem Schritt. \|: Kam'raden, die Rotfront und Reaktion erschossen, Marschier'n im Geist in unser'n Reihen mit. :\| Die Straße frei den braunen Bataillonen. Die Straße frei dem Sturmabteilungsmann! \|: Es schau'n auf's Hakenkreuz voll Hoffnung schon Millionen. Der Tag für Freiheit und für Brot bricht an. :\| Zum letzten Mal wird Sturmalarm (-appell) geblasen! Zum Kampfe steh'n wir alle schon bereit! \|: Schon (Bald) flattern Hitlerfahnen über allen Straßen (über Barrikaden), Die Knechtschaft dauert nur noch kurze Zeit! :\| | Het vaandel hoog! De rijen hecht gesloten! SA marcheert met rustige vaste tred. \|: Kameraden neergeschoten door het Rode Front en de reactionairen, Marcheren in de geest in onze rijen mee. :\| De straten vrij voor de bruine bataljons. De straten vrij voor de stormafdelingsman! \|: Er kijken al miljoenen hoopvol naar het hakenkruis. De dag voor vrijheid en voor brood breekt aan. :\| De laatste keer wordt nu appel geblazen! Voor de strijd staan we allen al gereed! \|: Spoedig wapp'ren Hitlervaandels over alle straten, De slavernij duurt nu nog maar korte tijd! :\| |

- De versregels tussen de tekens |: en :| worden tweemaal gezongen.
- Ter afsluiting werd de eerste strofe herhaald. Tijdens het zingen van deze strofe aan begin en eind van het lied werd de Hitlergroet gebracht.

## Trivia
- De melodie is gebruikt als intro bij het Amerikaanse computerspel Wolfenstein 3D over de ontsnapping van de fictieve Amerikaanse militair B.J. Blazkowicz uit een Duits kasteel in de Tweede Wereldoorlog.